# Otacanthus
Otacanthus é um género botânico pertencente à família Plantaginaceae. Tradicionalmente este gênero era classificado na família das Scrophulariaceae.

## Espécies
| - Otacanthus azureus - Otacanthus caparaoensis - Otacanthus caeruleus - Otacanthus crenatus | - Otacanthus fernandesii - Otacanthus fluminensis - Otacanthus platychilus - Otacanthus villosus |

## Nome e referências
Otacanthus Lindl.